# Bolszoj Mogoj
Bolszoj Mogoj (ros. Большой Могой) – wieś w Rosji, w obwodzie astrachańskim, w rejonie wołodarskim. W 2010 liczyła 1048 mieszkańców, głównie Kazachów.